# Neonelsonia acuminata
Neonelsonia es un género monotípico de plantas herbáceas perteneciente a la familia de las apiáceas.  Su única especie Neonelsonia acuminata, se encuentra en América desde el sur de México hasta Perú.

## Descripción
Son plantas que alcanzan un tamaño de 100-500 cm de altura, robustas, desparramadas, malolientes, los tallos y pecíolos frecuentemente purpúreos. Hojas de 10-30 cm de diámetro, compuesto-ternado-pinnadas, los folíolos 3-8 × 1-3.5 cm, ovados a lanceolado-acuminados, más pálidos y a veces escabriúsculos en las nervaduras del envés, los márgenes agudamente espinuloso-serrados e incisos; pecíolos 10-20 cm, papilosos, las hojas caulinares con vainas conspicuamente extendidas. Radios fértiles 5-15, 4-l0 cm, los estériles filiformes y mucho más cortos, todos patente-ascendentes; bractéolas del involucelo 3-6, 1-3.5 cm, linear-filiformes, enteras, sobrepasando a las flores y a los frutos; pedicelos 5-15 mm, patentes. Frutos 3-4 × 4-5 mm, la base cordata, el ápice brusca, fuerte y conspicuamente angostado; costillas conspicuas. Tiene un número de cromosomas de 2 n = 44.

## Distribución y hábitat
Se encuentra en los bosques de neblina, laderas, barrancas boscosas. a una altitud de  1500-3700 metros, desde el sur de México, Mesoamérica, Colombia, Ecuador y Perú.

## Taxonomía
Neonelsonia acuminata fue descrita por (Benth.) J.M.Coult. & Rose y publicado en Die Natürlichen Pflanzenfamilien 3(8): 167. 1898.
Sinonimia
- Arracacia acuminata Benth.	basónimo
- Neonelsonia ovata J.M. Coult. & Rose[3]